# Groot-Brittannië op de Olympische Zomerspelen 1924
Het Verenigd Koninkrijk van Groot-Brittannië en Ierland nam onder de naam Groot-Brittannië deel aan de Olympische Zomerspelen 1924 in Parijs, Frankrijk. Ondanks de naam, namen Ierse sporters echter deel als vertegenwoordigers van de Ierse Vrijstaat, dat destijds recent onafhankelijk was geworden. Vanaf 1928 doet Groot-Brittannië mee onder de officiële naam Verenigd Koninkrijk van Groot-Brittannië en Noord-Ierland. Met 34 medailles werd de vierde plaats in het medailleklassement behaald.

## Medailleoverzicht
| Sport          | Olympiër                                                      | Discipline                      | Medaille |
| -------------- | ------------------------------------------------------------- | ------------------------------- | -------- |
| Atletiek       | Harold Abrahams                                               | 100m (m)                        | Goud     |
| Atletiek       | Eric Liddell                                                  | 400m (m)                        | Goud     |
| Atletiek       | Douglas Lowe                                                  | 800m (m)                        | Goud     |
| Boksen         | Harry Mallin                                                  | -72,57kg (m)                    | Goud     |
| Boksen         | Harry Mitchell                                                | -79,38kg (m)                    | Goud     |
| Roeien         | Jack Beresford                                                | skiff (m)                       | Goud     |
| Roeien         | Charles Eley James MacNabb Robert Morrison Terence Sanders    | vier-zonder (m)                 | Goud     |
| Schietsport    | Cyril Mackworth-Praed Philip Neame Herbert Perry Allen Whitty | dubbel schot op lopend hert (m) | Goud     |
| Zwemmen        | Lucy Morton                                                   | 200m schoolslag (m)             | Goud     |
| Atletiek       | Harry Johnston Bernhard McDonald George Webber                | 3000m team(m)                   | Zilver   |
| Atletiek       | Harold Abrahams William Nichol Walter Rangeley Lancelot Royle | 4x100m (m)                      | Zilver   |
| Atletiek       | George Goodwin                                                | 10km snelwandelen (m)           | Zilver   |
| Boksen         | James McKenzie                                                | -50,80kg (m)                    | Zilver   |
| Boksen         | John Elliott                                                  | -72,57kg (m)                    | Zilver   |
| Schermen       | Gladys Davis                                                  | floret (v)                      | Zilver   |
| Schietsport    | Cyril Mackworth-Praed                                         | enkel schot op lopend hert (m)  | Zilver   |
| Schietsport    | Cyril Mackworth-Praed                                         | dubbel schot op lopend hert (m) | Zilver   |
| Tennis         | Kitty McKane Phyllis Covell                                   | dubbelspel (v)                  | Zilver   |
| Wielersport    | Cyril Alden                                                   | 50km (m)                        | Zilver   |
| Zeilen         | Harold Fowler Edwin Jacob Thomas Riggs Ernest Roney           | 8m klasse                       | Zilver   |
| Zwemmen        | Phyllis Harding                                               | 100m rugslag (v)                | Zilver   |
| Zwemmen        | Florence Barker Constance Jeans Grace McKenzie Vera Tanner    | 4x100m vrije slag (v)           | Zilver   |
| Atletiek       | Eric Liddell                                                  | 200m (m)                        | Brons    |
| Atletiek       | Guy Butler                                                    | 400m (m)                        | Brons    |
| Atletiek       | Henry Stallard                                                | 1500m (m)                       | Brons    |
| Atletiek       | Guy Butler George Renwick Richard Ripley Edward Toms          | 4x400m (m)                      | Brons    |
| Atletiek       | Malcolm Nokes                                                 | kogelslingeren (m)              | Brons    |
| Polo           | Frederick Barrett Dennis Bingham Fred Guest Percival Wise     | mannen                          | Brons    |
| Schoonspringen | Harold Clarke                                                 | hoogduiken (m)                  | Brons    |
| Tennis         | Kitty McKane                                                  | enkelspel (v)                   | Brons    |
| Tennis         | Evelyn Colyer Dorothy Shepherd-Barron                         | dubbelspel (v)                  | Brons    |
| Wielersport    | Harry Wyld                                                    | 50km (m)                        | Brons    |
| Worstelen      | Andrew McDonald                                               | +87kg vrije stijl (m)           | Brons    |
| Zwemmen        | Gladys Carson                                                 | 200m schoolslag (v)             | Brons    |

## Deelnemers en resultaten

### Atletiek
| Olympiër                                                             | Discipline               | Resultaat    | Prestatie |
| -------------------------------------------------------------------- | ------------------------ | ------------ | --- |
| Harold Abrahams                                                      | 100m (m)                 | kwartfinale  | serie 14: 1ste in 11,0 kwartfinale 4: 1ste in 10,6 (OR) halve finale 2: 1ste in 10,6 (OR) finale: 1ste in 10,6 (OR) |
| Wilfred Nichol                                                       | 100m (m)                 | 10e          | serie 10: 1ste in 11,0 kwartfinale 3: 2de in 11,0 halve finale 1: 4de in 11,3                                       |
| Walter Rangeley                                                      | 100m (m)                 | kwartfinale  | serie 8: 1ste in 11,0 kwartfinale 2: 3de in 11,0                                                                    |
| Lancelot Royle                                                       | 100m (m)                 | kwartfinale  | serie 7: 1ste in 11,0 kwartfinale 6: 3de                                                                            |
| Harold Abrahams                                                      | 200m (m)                 | 6e           | serie 10: 1ste in 22,2 kwartfinale 4: 1ste in 22,0 halve finale 1: 3de in 21,9 finale: 6de in 22,3                  |
| Eric Liddell                                                         | 200m (m)                 | Brons        | serie 3: 1ste in 22,2 kwartfinale 3: 2de in 11,0 halve finale 2: 2de in 21,8 finale: 3de in 21,9                    |
| Thomas Matthewman                                                    | 200m (m)                 | kwartfinale  | serie 13: 2de kwartfinale 5: 4de                                                                                    |
| Wilfred Nichol                                                       | 200m (m)                 | 10e          | serie 9: 1ste in 22,6 kwartfinale 1: 2de in 22,6 halve finale 1: 5de in 22,4                                        |
| Guy Butler                                                           | 400m (m)                 | 6e           | serie 16: 1ste in 50,2 kwartfinale 3: 1ste in 49,8 halve finale 1: 2de in 47,9 finale: 3de in 48,6                  |
| Eric Liddell                                                         | 400m (m)                 | Goud         | serie 4: 1ste in 50,2 kwartfinale 4: 2de in 49,3 halve finale 2: 1ste in 48,2 finale: 1ste in 47,6 (OR)             |
| George Renwick                                                       | 400m (m)                 | DNF          | serie 11: 2de in 50,3 kwartfinale: niet gestart                                                                     |
| Edward Toms                                                          | 400m (m)                 | kwartfinale  | serie 10: 2de in 49,9 kwartfinale 1: 4de                                                                            |
| Harry Houghton                                                       | 800m (m)                 | 9e           | serie 2: 2de in 1.58,4 halve finale 2: 2de in 1.57,3 finale: 9de in 1.58,0                                          |
| Douglas Lowe                                                         | 800m (m)                 | Goud         | serie 8: 1ste in 1.58,0 halve finale 2: 1ste in 1.56,8 finale: 1ste in 1.52,4                                       |
| Edgar Mountain                                                       | 800m (m)                 | halve finale | serie 5: 3de halve finale 3: 7de                                                                                    |
| H. B. Stallard                                                       | 800m (m)                 | 4e           | serie 7: 1ste in 1.57,6 halve finale 1: 1ste in 1.54,2 finale: 4de in 1.53,0                                        |
| Cyril Ellis                                                          | 1500m (m)                | 13e          | serie 6: 3de in 4.08,1                                                                                              |
| Douglas Lowe                                                         | 1500m (m)                | 4e           | serie 2: 2de in 4.07,2 finale: 4de in 3.57,0                                                                        |
| Sonny Spencer                                                        | 1500m (m)                | 11e          | serie 3: 2de in 4.09,0 finale: 11de in 4.03,7                                                                       |
| H. B. Stallard                                                       | 1500m (m)                | Brons        | serie 5: 1ste in 4.11,8 finale: 3de in 3.55,6                                                                       |
| Charles Clibbon                                                      | 5000m (m)                | 6e           | serie 3: 4de in 15.35,6 finale: 6de in 15.29,0                                                                      |
| Charles Johnstone                                                    | 5000m (m)                | 13e          | serie 1: 5de in 15.27,4                                                                                             |
| Frank Saunders                                                       | 5000m (m)                | 10e          | serie 2: 4de in 15.37,0 finale: 10de in 15.54,0                                                                     |
| Ralph Starr                                                          | 5000m (m)                | series       | serie 1: 6de |
| Halland Britton                                                      | 10000m (m)               | 6e           | 32.06,0 |
| Charles Clibbon                                                      | 10000m (m)               | 14e          | |
| Ernie Harper                                                         | 10000m (m)               | 5e           | 31.58,0 |
| Eddie Webster                                                        | 10000m (m)               | DNF          | niet gefinisht |
| David Burghley                                                       | 110m horden (m)          | series       | serie 8: 3de |
| Fred Gaby                                                            | 110m horden (m)          | 8e           | serie 3: 1ste in 15,6 halve finale 2: 3de in 15,7                                                                   |
| Eric Harrison                                                        | 110m horden (m)          | 8e           | serie 2: 2de halve finale 3: 4de in 15,7                                                                            |
| Leopold Partridge                                                    | 110m horden (m)          | series       | serie 1: 3de |
| Fred Blackett                                                        | 400m horden (m)          | DSQ          | serie 5: 2de in 56,9 halve finale 2: 3de in 58,4 finale: gediskwalificeerd                                          |
| Wilfrid Tatham                                                       | 400m horden (m)          | series       | serie 4: 3de in 58,5                                                                                                |
| David Cummings                                                       | 3000m steeplechase (m)   | series       | serie 2: 5de |
| Evelyn Montague                                                      | 3000m steeplechase (m)   | 6e           | serie 1: 3de in 9.48,0 finale: 6de in 9.58,0                                                                        |
| Sidney Newey                                                         | 3000m steeplechase (m)   | 9e           | serie 3: 3de finale: 9de                                                                                            |
| Harry Johnston Bernhard McDonald George Webber                       | 3000m team (m)           | Zilver       | serie 1: 2de met 12 punten finale: 2de met 14 punten                                                                |
| Harold Abrahams William Nichol Walter Rangeley Lancelot Royle        | 4x100m (m)               | Zilver       | serie 1: 1ste in 42,0 (WR) halve finale 2: 1ste in 41,8 finale: 2de in 41,2                                         |
| Guy Butler George Renwick Richard Ripley Edward Toms                 | 4x400m (m)               | Brons        | serie 2: 1ste in 3.22,0 finale: 3de in 3.17,4                                                                       |
| Arthur Farrimond                                                     | marathon (m)             | 17e          | 3:05.15,0 |
| Samuel Ferris                                                        | marathon (m)             | 5e           | 2:52.26,0 |
| Ernest Letherland                                                    | marathon (m)             | DNF          | niet gefinisht |
| Jack McKenna                                                         | marathon (m)             | 27e          | 3:30.40,0 |
| Albert Mills                                                         | marathon (m)             | DNF          | niet gefinisht |
| Dunky Wright                                                         | marathon (m)             | DNF          | niet gefinisht |
| Ernie Clark                                                          | 10km snelwandelen (m)    | 6e           | serie 2: 5de finale: 6de in 49.59,2                                                                                 |
| Gordon Goodwin                                                       | 10km snelwandelen (m)    | Zilver       | serie 1: 1ste in 49.04,0 finale: 2de in 48.37,9                                                                     |
| Gordon Watts                                                         | 10km snelwandelen (m)    | DSQ          | serie 2: gediskwalificeerd                                                                                          |
| Christopher MacKintosh                                               | verspringen (m)          | 6e           | kwalificatie groep B: 3de met 6,88m finale: 6de met 6,92m                                                           |
| Jack Higginson                                                       | hink-stap-springen (m)   | 13e          | kwalificatie groep B: 7de met 13,34m                                                                                |
| Harold Langley                                                       | hink-stap-springen (m)   | 15e          | kwalificatie groep A: 8ste met 12,74m                                                                               |
| John Odde                                                            | hink-stap-springen (m)   | 12e          | kwalificatie groep B: 6de met 13,40m                                                                                |
| Robert Dickinson                                                     | hoogspringen (m)         | 15e          | kwalificatie groep D: 5de met 1,75m                                                                                 |
| Crawford Kerr                                                        | hoogspringen (m)         | DNF          | kwalificatie groep C: geen geldige poging                                                                           |
| Arthur Willis                                                        | hoogspringen (m)         | DNF          | kwalificatie groep A: geen geldige poging                                                                           |
| James Campbell                                                       | polsstokhoogspringen (m) | 15e          | kwalificatie groep A: 7de met 3,20m                                                                                 |
| Charles Beckwith                                                     | kogelstoten (m)          | 20e          | kwalificatie groep B: 7de met 12,48m                                                                                |
| Rex Woods                                                            | kogelstoten (m)          | 24e          | kwalificatie groep C: 7de met 11,77m                                                                                |
| Jock Dalrymple                                                       | speerwerpen (m)          | 24e          | kwalificatie groep A: 12de met 46,92m                                                                               |
| Henri Dauban de Silhouette                                           | speerwerpen (m)          | 27e          | kwalificatie groep B: 13de met 44,70m                                                                               |
| Malcolm Nokes                                                        | kogelslingeren (m)       | Brons        | kwalificatie: 2de met 48,88m finale: 3de met 48,88m                                                                 |
| Donald Slack                                                         | vijfkamp (m)             | DNF          | niet gefinisht |
| Percy Spark                                                          | vijfkamp (m)             | DNF          | niet gefinisht |
| Donald Slack                                                         | tienkamp (m)             | 25e          | 5148,105 punten |
| Percy Spark                                                          | tienkamp (m)             | DNF          | niet gefinisht |
| John Benham                                                          | veldlopen (m)            | DNF          | niet gefinisht |
| Ernie Harper                                                         | veldlopen (m)            | 4e           | 35.45,4 |
| Arthur Sewell                                                        | veldlopen (m)            | DNF          | niet gefinisht |
| Eddie Webster                                                        | veldlopen (m)            | DNF          | niet gefinisht |
| Joseph Williams                                                      | veldlopen (m)            | DNF          | niet gefinisht |
| John Benham Ernie Harper Arthur Sewell Eddie Webster Joseph Williams | veldlopen team (m)       | DNF          | niet gefinisht |

### Boksen
| Olympiër           | Discipline   | Resultaat | Prestatie |
| ------------------ | ------------ | --------- | --- |
| James McKenzie     | -50,8kg (m)  | Zilver    | 1ste ronde: vrij 2de ronde: W van NED Turksma: knock-out kwartfinale: W van CAN MacGregor: punten halve finale: W van USA Fee: punten finale: V van USA LaBarba: punten                                                         |
| Ernest Warwick     | -50,8kg (m)  | 17e       | 1ste ronde: V van USA LaBarba: punten |
| Alf Barber         | -53,52kg (m) | 5e        | 1ste ronde: vrij 2de ronde: W van NED Smit: punten kwartfinale: V van FRA Ces: punten |
| Les Tarrant        | -53,52kg (m) | 9e        | 1ste ronde: vrij 2de ronde: V van USA Tripoli: punten |
| Arthur Beavis      | -57,15kg (m) | 9e        | 1ste ronde: W van LUX Flammang: punten 2de ronde: V van ARG Quartucci: punten |
| Harry Dingley      | -57,15kg (m) | 5e        | 1ste ronde: vrij 2de ronde: W van BEL Tuns: punten kwartfinale: V van BEL Devergnies: punten |
| George Shorter     | -61,24kg (m) | 9e        | 1ste ronde: vrij 2de ronde: V van USA Boylstein: punten |
| William White      | -61,24kg (m) | 17e       | 1ste ronde: V van ARG Copello: punten |
| Joseph Basham      | -66,68kg (m) | 17e       | 1ste ronde: vrij 2de ronde: V van USA Boylstein: punten |
| Patrick O'Hanrahan | -66,68kg (m) | 9e        | 1ste ronde: W van FRA Dubois: punten 2de ronde: V van BEL Delarge: punten |
| John Elliott       | -72,57kg (m) | Zilver    | 1ste ronde: vrij 2de ronde: W van SUI Givel: knock-out kwartfinale: W van CAN Henning: punten halve finale: W van CAN Black: punten finale: V van GBR Mallin: punten                                                            |
| Harry Mallin       | -72,57kg (m) | Goud      | 1ste ronde: W van NOR Stokstad: punten 2de ronde: W van SUI Siebert: scheidsrechterlijke beslissing kwartfinale: W van FRA Brousse: gediskwalificeerd halve finale: W van BEL Beecken: punten finale: W van GBR Elliott: punten |
| John Courtis       | -79,38kg (m) | 5e        | 1ste ronde: vrij 2de ronde: W van LUX Maurer: scheidsrechterlijke beslissing kwartfinale: V van ITA Saraudi: punten |
| Harry Mitchell     | -79,38kg (m) | Goud      | 1ste ronde: W van NED Miljon: gediskwalificeerd 2de ronde: W van FRA Foquet: punten kwartfinale: W van FRA Rossignon: scheidsrechterlijke beslissing halve finale: W van ITA Saraudi: punten finale: W van DEN Petersen: punten |
| Arthur Clifton     | +79,38kg (m) | 5e        | 1ste ronde: W van USA Eagan: punten kwartfinale: V van DEN Petersen: punten |
| Cornelis O'Kelly   | +79,38kg (m) | 9e        | 1ste ronde: V van ITA Bertazzolo: punten |

### Gewichtheffen
| Olympiër             | Discipline  | Resultaat | Prestatie |
| -------------------- | ----------- | --------- | --------- |
| Alfred Baxter        | -60kg (m)   | 7e        | 370kg     |
| Augustus Cummins     | -60kg (m)   | 16e       | 337,5kg   |
| Thomas Taylor        | -60kg (m)   | 17e       | 317,5kg   |
| William Randall      | -67,5kg (m) | 20e       | 332,5kg   |
| John Tooley          | -67,5kg (m) | 19e       | 345kg     |
| William Wyatt        | -67,5kg (m) | 17e       | 352,5kg   |
| Charles Attenborough | -75kg (m)   | 17e       | 387,5kg   |
| John Austin          | -75kg (m)   | 22e       | 360kg     |
| Robert Lowes         | -75kg (m)   | 23e       | 350kg     |
| Harold Wood          | +82,5kg (m) | 17e       | 417,5kg   |

### Moderne vijfkamp
| Olympiër             | Discipline | Resultaat | Prestatie    |
| -------------------- | ---------- | --------- | ------------ |
| Frederick Barton     | mannen     | 28e       | 122,5 punten |
| Brian Horrocks       | mannen     | 19e       | 98,5 punten  |
| David Turquand-Young | mannen     | 13e       | 84,5 punten  |
| George Vokins        | mannen     | 7e        | 64,5 punten  |

### Paardensport
| Olympiër                                                       | Discipline  | Resultaat | Prestatie      |
| Eventing                                                       | Eventing    | Eventing  | Eventing       |
| -------------------------------------------------------------- | ----------- | --------- | -------------- |
| Philip Bowden-Smith                                            | individueel | 29e       | 878 punten     |
| Edward de Fonblanque                                           | individueel | 6e        | 1728,5 punten  |
| Keith Hervey                                                   | individueel | 19e       | 1354 punten    |
| Alec Tod                                                       | individueel | 22e       | 982 punten     |
| Philip Bowden-Smith Edward de Fonblanque Keith Hervey Alec Tod | team        | 6e        | 4064,5 punten  |
| Springconcours                                                 |             |           |                |
| Philip Bowden-Smith                                            | individueel | 4e        | 2.41,4         |
| Geoffrey Brooke                                                | individueel | 27e       | 3.02,6         |
| Capel Brunker                                                  | individueel | 24e       | 2.45,0         |
| Keith Hervey                                                   | individueel | DNF       | niet gefinisht |
| Philip Bowden-Smith Geoffrey Brooke Capel Brunker Keith Hervey | team        | 7e        | 65,75 punten   |

### Polo
| Olympiër                                                  | Discipline | Resultaat | Prestatie |
| --------------------------------------------------------- | ---------- | --------- | --------- |
| Frederick Barrett Dennis Bingham Fred Guest Percival Wise | mannen     | Brons     | 24 punten |

### Roeien
| Olympiër | Discipline      | Resultaat | Prestatie                                                                  |
| --- | --------------- | --------- | -------------------------------------------------------------------------- |
| Jack Beresford                                                                                                | skiff (m)       | Goud      | serie 3: 2de in 7.07,4 herkansingen: 1ste in 8.00,4 finale: 1ste in 7.49,2 |
| Gordon Killick Cyril Southgate                                                                                | twee-zonder (m) | DNF       | serie 1: 2de herkansingen: 1ste finale: niet gestart                       |
| Charles Eley James MacNabb Robert Morrison Terence Sanders                                                    | vier-zonder (m) | Goud      | serie 1: 1ste in 6.43,0 finale: 1ste in 7.08,6                             |
| Harry Barnsley Vince Bovington Bernard Croucher Thomas Monk John Townend                                      | vier-met (m)    | 6e        | serie 1: 2de in 7.21,6 herkansingen: 2de in 7.33,0                         |
| Reginald Bare Edward Chandler Horace Debenham Ian Fairbairn Jack Godwin Arthur Long Harold Morphy Charles Rew | acht (m)        | 4e        | serie 1: 1ste in 6.04,0 finale: 4de                                        |

### Schermen
| Olympiër                                                                                      | Discipline      | Resultaat | Prestatie |
| --------------------------------------------------------------------------------------------- | --------------- | --------- | --- |
| Charles Biscoe                                                                                | degen (m)       | 16e       | 1ste ronde groep C: 2de met 6 overwinningen kwartfinale D: 6de met 4 overwinningen halve finale B: 7de met 4 overwinningen                                                                    |
| Robert Frater                                                                                 | degen (m)       | 34e       | 1ste ronde groep D: 1ste met 6 overwinningen kwartfinale C: 10de met 2 overwinningen |
| Martin Holt                                                                                   | degen (m)       | 34e       | 1ste ronde groep E: 5de met 4 overwinningen kwartfinale A: 11de met 2 overwinningen |
| Robert Montgomerie                                                                            | degen (m)       | 53e       | 1ste ronde groep F: 8ste met 2 overwinningen |
| Charles Biscoe Archibald Craig Robert Frater Martin Holt Robert Montgomerie Charles Notley    | degen team (m)  | 7e        | 1ste ronde groep B: 2de met 1 overwinning kwartfinale A: 4de met 0 overwinningen |
| Philip Doyne                                                                                  | floret (m)      | 19e       | 1ste ronde groep H: 2de met 3 overwinningen 2de ronde groep C: 4de met 2 overwinningen |
| Robert Montgomerie                                                                            | floret (m)      | 13e       | 1ste ronde groep D: 2de met 2 overwinningen 2de ronde groep D: 2de met 4 overwinningen kwartfinale A: 5de met 2 overwinningen                                                                 |
| Edgar Seligman                                                                                | floret (m)      | DNF       | 1ste ronde groep I: 1ste met 4 overwinningen 2de ronde groep E: 1ste met 5 overwinningen kwartfinale B: 1ste met 4 overwinningen halve finale B: 2de met 4 overwinningen finale: niet gestart |
| Frederick Sherriff                                                                            | floret (m)      | 32e       | 1ste ronde groep F: 3de met 2 overwinningen 2de ronde groep A: 6de met 0 overwinningen |
| Philip Doyne Robert Montgomerie Edgar Seligman Frederick Sherriff Roland Willoughby           | floret team (m) | 7e        | 1ste ronde groep A: walk-over kwartfinale C: 3de met 0 overwinningen |
| Archibald Corble                                                                              | sabel (m)       | 29e       | 1ste ronde groep E: 5de met 3 overwinningen |
| Robin Dalglish                                                                                | sabel (m)       | 17e       | 1ste ronde groep C: 3de met 3 overwinningen halve finale B: 7de met 3 overwinningen |
| Cecil Kershaw                                                                                 | sabel (m)       | 29e       | 1ste ronde groep B: 5de met 3 overwinningen |
| Edgar Seligman                                                                                | sabel (m)       | DNF       | 1ste ronde groep D: 3de met 3 overwinningen halve finale A: niet gefinisht |
| Edward Brookfield Archibald Corble Robin Dalglish William Hammond Cecil Kershaw William Marsh | sabel team (m)  | 11e       | 1ste ronde groep D: 3de met 0 overwinningen |
|                                                                                               |                 |           | |
| Gladys Daniell                                                                                | floret (v)      | 9e        | 1ste ronde groep C: 1ste met 5 overwinningen halve finale A: 5de met 1 overwinning |
| Gladys Davis                                                                                  | floret (v)      | Zilver    | 1ste ronde groep A: 2de met 4 overwinningen halve finale B: 1ste met 5 overwinningen finale: 2de met 4 overwinningen                                                                          |
| Muriel Freeman                                                                                | floret (v)      | 4e        | 1ste ronde groep B: 2de met 4 overwinningen halve finale A: 2de met 4 overwinningen finale: 4de met 2 overwinningen                                                                           |
| Alice Walker                                                                                  | floret (v)      | 19e       | 1ste ronde groep D: 6de met 1 overwinning |

### Schietsport
| Olympiër                                                                                   | Discipline                           | Resultaat | Prestatie  |
| ------------------------------------------------------------------------------------------ | ------------------------------------ | --------- | ---------- |
| Charles Bounton                                                                            | 25m snelvuurpistool (m)              | 9e        | 17 punten  |
| Peter Griffiths                                                                            | 25m snelvuurpistool (m)              | 40e       | 13 punten  |
| Charles Mackie                                                                             | 25m snelvuurpistool (m)              | 21e       | 16 punten  |
| William Artis                                                                              | 50m geweer liggend (m)               | 52e       | 369 punten |
| Frederick Bracegirdle                                                                      | 50m geweer liggend (m)               | 55e       | 367 punten |
| John Clift                                                                                 | 50m geweer liggend (m)               | 57e       | 365 punten |
| David Lewis                                                                                | 50m geweer liggend (m)               | 49e       | 371 punten |
| Henry Douglas                                                                              | 600m vrij geweer (m)                 | 34e       | 80 punten  |
| Alexander Martin                                                                           | 600m vrij geweer (m)                 | 9e        | 87 punten  |
| Thomas Northcote                                                                           | 600m vrij geweer (m)                 | 24e       | 82 punten  |
| John Faunthorpe                                                                            | 1 schot op lopend hert (m)           | 21e       | 31 punten  |
| Cyril Mackworth-Praed                                                                      | 1 schot op lopend hert (m)           | Zilver    | 39 punten  |
| Ted Ranken                                                                                 | 1 schot op lopend hert (m)           | 22e       | 30 punten  |
| Alexander Rogers                                                                           | 1 schot op lopend hert (m)           | 26e       | 26 punten  |
| John Faunthorpe Cyril Mackworth-Praed John O'Leary Alexander Rogers                        | 1 schot op lopend hert team (m)      | 4e        | 136 punten |
| Cyril Mackworth-Praed                                                                      | 2 schoten op lopend hert (m)         | Zilver    | 72 punten  |
| Herbert Perry                                                                              | 2 schoten op lopend hert (m)         | 13e       | 59 punten  |
| Ted Ranken                                                                                 | 2 schoten op lopend hert (m)         | 22e       | 51 punten  |
| Allen Whitty                                                                               | 2 schoten op lopend hert (m)         | 18e       | 56 punten  |
| Cyril Mackworth-Praed Philip Neame Herbert Perry Allen Whitty                              | dubbel schot op lopend hert team (m) | Goud      | 263 punten |
| Enoch Jenkins                                                                              | trap (m)                             | 11e       | 94 punten  |
| Cyril Mackworth-Praed                                                                      | trap (m)                             | 31-44e    |            |
| John O'Leary                                                                               | trap (m)                             | 24e       | 89 punten  |
| William Grosvenor Enoch Jenkins Hans Larsen Cyril Mackworth-Praed George Neal John O'Leary | trap team (m)                        | 8e        | 328 punten |

### Schoonspringen
| Olympiër           | Discipline     | Resultaat | Prestatie                                                          |
| ------------------ | -------------- | --------- | ------------------------------------------------------------------ |
| Eric MacDonald     | 3m plank (m)   | 16e       | 1ste ronde groep A: 6de met 29 punten                              |
| Gregory Matveieff  | 3m plank (m)   | 12e       | 1ste ronde groep B: 4de met 21 punten                              |
| Albert Knight      | 10m toren (m)  | 10e       | 1ste ronde groep B: 4de met 19 punten                              |
| Eric MacDonald     | 10m toren (m)  | 14e       | 1ste ronde groep A: 5de met 25 punten                              |
| Harold Clarke      | hoogduiken (m) | Brons     | 1ste ronde groep C: 1ste met 9 punten finale: 3de met 15,5 punten  |
| Albert Dickin      | hoogduiken (m) | 16e       | 1ste ronde groep A: 6de met 25,5 punten                            |
| Albert Knight      | hoogduiken (m) | 7e        | 1ste ronde groep B: 3de met 12 punten finale: 7de met 31 punten    |
|                    |                |           |                                                                    |
| Amelia Hudson      | 3m plank (v)   | 9e        | 1ste ronde groep B: 5de met 23 punten                              |
| Gladys Luscombe    | 3m plank (v)   | 16e       | 1ste ronde groep B: 8ste met 40,5 punten                           |
| Catherine O'Bryen  | 3m plank (v)   | 13e       | 1ste ronde groep A: 7de met 35 punten                              |
| Beatrice Armstrong | 10m toren (v)  | 11e       | 1ste ronde groep A: 6de met 27,5 punten                            |
| Verrall Newman     | 10m toren (v)  | 7e        | 1ste ronde groep A: 4de met 18 punten                              |
| Isabelle White     | 10m toren (v)  | 6e        | 1ste ronde groep B: 2de met 9,5 punten finale: 6de met 28,5 punten |

### Tennis
| Olympiër                              | Discipline     | Resultaat | Prestatie |
| ------------------------------------- | -------------- | --------- | --- |
| Brian Gilbert                         | enkelspel (m)  | 9e        | 1ste ronde: W van YUG Durdenski: 8-6, 6-1, 2-6, 6-2 2de ronde: W van NED Leembruggen: 6-1, 12-10, 6-1 3de ronde: W van AUS Bayley: 7-5, 9-7, 6-1 4de ronde: V van JPN Harada: 8-10, 6-2, 9-11, 2-6                                           |
| Algernon Kingscote                    | enkelspel (m)  | 9e        | 1ste ronde: W van TCH Rohrer: 6-3, 6-4, 4-6, 3-6, 6-3 2de ronde: W van SWE Müller: 6-2, 7-5, 6-2 3de ronde: W van FIN Granholm: 6-2, 6-0, 6-2 4de ronde: V van FRA Borotra: 1-6, 3-6, 1-6                                                    |
| John Wheatley                         | enkelspel (m)  | 65e       | 1ste ronde: V van JPN Fukuda: 2-6, 4-6, 3-6 |
| Max Woosnam                           | enkelspel (m)  | 17e       | 1ste ronde: vrij 2de ronde: W van DEN Thalbitzer: 6-1, 6-1, 6-2 3de ronde: V van RSA Spence: 6-4, 8-10, 3-6, 6-3, 3-6 |
| Leslie Godfree Max Woosnam            | dubbelspel (m) | 33e       | 1ste ronde: V van TCH Rohrer/Gottlieb: 3-6, 4-6, 2-6 |
| Algernon Kingscote John Wheatley      | dubbelspel (m) | 33e       | 1ste ronde: V van ESP JM Alonso/Areizaga: 4-6, 3-6, 1-6 |
|                                       |                |           | |
| Phyllis Covell                        | enkelspel (v)  | 9e        | 1ste ronde: W van IRL Wallis: 3-6, 6-0, 6-2 2de ronde: W van HUN Varady-Peter: 6-1, 6-3 3de ronde: V van FRA Golding: 3-6, 6-2, 6-3 |
| Kitty McKane                          | enkelspel (v)  | Brons     | 1ste ronde: vrij 2de ronde: W van BEL de Borman: 6-0, 6-2 3de ronde: W van SWE Fick: 6-1, 6-1 kwartfinale: W van USA Jessup: 6-2, 6-0 halve finale: V van FRA Vlasto: 6-0, 5-7, 1-6 bronzen ronde: W van FRA Golding: 5-7, 6-3, 6-0          |
| Phyllis Satterthwaite                 | enkelspel (v)  | 65e       | 1ste ronde: vrij 2de ronde: vrij 3de ronde: V van USA Wills: 1-6, 1-6 |
| Dorothy Shepherd-Barron               | enkelspel (v)  | 5e        | 1ste ronde: vrij 2de ronde: W van BEL Storms: 6-1, 6-1 3de ronde: W van ITA Gagliardi: 6-1, 6-0 kwartfinale: V van FRA Vlasto: 4-6, 2-6 |
| Evelyn Colyer Dorothy Shepherd-Barron | dubbelspel (v) | Brons     | 1ste ronde: vrij 2de ronde: vrij kwartfinale: W van FRA Golding/Vaussard: 6-2, 6-2 halve finale: V van USA Wills/Wightman: 3-6, 6-1, 5-7 bronzen finale: W van FRA Bourgeois/Broquedis: 6-1, 6-2                                             |
| Phyllis Covell Kitty McKane           | dubbelspel (v) | Zilver    | 1ste ronde: W van USA Jessup/Goss: 6-1, 6-2 2de ronde: W van BEL de Borman/Storms: 6-1, 6-2 kwartfinale: W van SWE Fick/von Essen: 6-2, 6-3 halve finale: W van FRA Bourgeois/Broquedis: 6-2, 6-2 finale: V van USA Wills/Wightman: 5-7, 6-8 |
|                                       |                |           | |
| Phyllis Covell Leslie Godfree         | dubbelspel (g) | 5e        | 1ste ronde: W van IRL Blair-White/Ireland: 6-2, 6-4 2de ronde: vrij kwartfinale: V van NED Bouman/Timmer: 1-6, 5-7 |
| Brian Gilbert Kitty McKane            | dubbelspel (g) | 4e        | 1ste ronde: vrij 2de ronde: W van ITA Perelli/De Morpurgo: 9-7, 1-6, 7-6 kwartfinale: W van IRL Wallis/McCrea: 6-1, 7-5 halve finale: V van USA Wightman/Williams: 6-2, 6-8, 1-6 finale: V van NED Bouman/Timmer: opgave                     |

### Turnen
| Olympiër | Discipline               | Resultaat | Prestatie      |
| --- | ------------------------ | --------- | -------------- |
| Harold Brown | individuele meerkamp (m) | 40e       | 87,059 punten  |
| Henry Finchett | individuele meerkamp (m) | 43e       | 81,710 punten  |
| Frank Hawkins | individuele meerkamp (m) | 49e       | 73,796 punten  |
| Thomas Hopkins | individuele meerkamp (m) | 54e       | 72,350 punten  |
| Samuel Humphreys | individuele meerkamp (m) | 64e       | 64,656 punten  |
| Edward Leigh | individuele meerkamp (m) | 55e       | 69,200 punten  |
| Stanley Leigh | individuele meerkamp (m) | 35e       | 91,266 punten  |
| Alfred Spencer | individuele meerkamp (m) | 65e       | 64,253 punten  |
| Harold Brown Henry Finchett Frank Hawkins Thomas Hopkins Samuel Humphreys Edward Leigh Stanley Leigh Alfred Spencer | meerkamp team (m)        | 6e        | 637,790 punten |

### Waterpolo
| Olympiër | Discipline | Resultaat | Prestatie                        |
| --- | ---------- | --------- | -------------------------------- |
| Harold Annison John Budd Charles Bugbee Smith D. Edward R. Haston Richard Hodgson Arthur Hunt William Peacock Paul Radmilovic Charles Sydney | mannen     | 11e       | 1ste ronde: V van Hongarije: 6-7 |

### Wielersport
| Olympiër                                                      | Discipline               | Resultaat    | Prestatie                                                             |
| Baan                                                          | Baan                     | Baan         | Baan                                                                  |
| ------------------------------------------------------------- | ------------------------ | ------------ | --------------------------------------------------------------------- |
| Henry Fuller                                                  | sprint (m)               | halve finale | serie 6: 1ste in 13,8 kwartfinale 6: 1ste in 13,0 halve finale 1: 2de |
| George Owen                                                   | sprint (m)               | kwartfinale  | serie 10: 2de herkansingen: 1ste kwartfinale 2: 3de herkansingen: 4de |
| Cyril Alden                                                   | 50km (m)                 | Zilver       |                                                                       |
| Harry Wyld                                                    | 50km (m)                 | Brons        |                                                                       |
| Frederick Habberfield Thomas Harvey                           | tandem (m)               | series       | serie 3: V van DEN E Hansen/W Hansen                                  |
| Frederick Habberfield Thomas Harvey Henry Lee William Stewart | ploegenachtervolging (m) | 7e           | serie 5: V van Frankrijk                                              |
| Weg                                                           |                          |              |                                                                       |
| Samuel Hunter                                                 | tijdrit (m)              | 34e          | 7:16.35,0                                                             |
| Dave Marsh                                                    | tijdrit (m)              | 24e          | 6:56.52,4                                                             |
| Eric Pilcher                                                  | tijdrit (m)              | 23e          | 6:54.02,0                                                             |
| Andy Wilson                                                   | tijdrit (m)              | 22e          | 6:53.52,4                                                             |
| Samuel Hunter Dave Marsh Eric Pilcher Andy Wilson             | ploegentijdrit (m)       | 7e           | 20:44.46,8                                                            |

### Worstelen
| Olympiër         | Discipline  | Resultaat   | Prestatie |
| Vrije stijl      | Vrije stijl | Vrije stijl | Vrije stijl |
| ---------------- | ----------- | ----------- | --- |
| Harry Darby      | -56kg (m)   | 5e          | 1ste ronde: W van ITA Tordera kwartfinale: V van FIN Pihlajamäki zilveren halve finale: V van FIN Mäkinen                                                            |
| Harold Sansum    | -56kg (m)   | 5e          | 1ste ronde: W van CAN Trifunov kwartfinale: V van FIN Mäkinen zilveren halve finale: V van FRA Ducayla                                                               |
| George MacKenzie | -61kg (m)   | 8e          | 1ste ronde: V van DEN Torgensen |
| George Stott     | -61kg (m)   | 8e          | 1ste ronde: V van AUS Angelo |
| Ernest Bacon     | -66kg (m)   | 9e          | 1ste ronde: V van SUI Belet |
| George Gardiner  | -66kg (m)   | 4e          | 1ste ronde: W van EST Käpp kwartfinale: W van SUI Belet halve finale: V van FIN Wikström bronzen halve finale: W van FRA Jourdain bronzen finale: V van FIN Haavisto |
| Edgar Bacon      | -72kg (m)   | 11e         | 1ste ronde: vrij 2de ronde: V van CAN Stockton |
| John Davis       | -72kg (m)   | 5e          | 1ste ronde: W van FIN Lundsten kwartfinale: V van USA Lookabaugh bronzen halve finale: V van USA Johnson                                                             |
| Noel Rhys        | -79kg (m)   | 7e          | 1ste ronde: vrij 2de ronde: W van SWE Nilsson halve finale: V van SUI Hagmann zilveren halve finale: V van BEL Ollivier                                              |
| Bernard Rowe     | -79kg (m)   | 11e         | 1ste ronde: V van SUI Tognetti |
| Victor Lay       | -87kg (m)   | 11e         | 1ste ronde: V van FIN Mylläri |
| Walter Wilson    | -87kg (m)   | 6e          | 1ste ronde: V van USA Spellman zilveren halve finale: V van CAN Rumpel zilveren finale: V van SWE Svensson                                                           |
| Andrew McDonald  | +87kg (m)   | Brons       | 1ste ronde: vrij kwartfinale V van USA Steel zilveren finale: V van SUI Wernli                                                                                       |
| Alex Sangwine    | +87kg (m)   | 10e         | 1ste ronde: V van SWE Richthoff |

### Zeilen
| Olympiër                                            | Discipline   | Resultaat | Prestatie |
| --------------------------------------------------- | ------------ | --------- | --------- |
| Harold Fowler                                       | 12 voets jol | 7e        | 12 punten |
| Harold Fowler Edwin Jacob Thomas Riggs Ernest Roney | 8m klasse    | Zilver    | 5 punten  |

### Zwemmen
| Olympiër                                                             | Discipline            | Resultaat | Prestatie                                                                     |
| -------------------------------------------------------------------- | --------------------- | --------- | ----------------------------------------------------------------------------- |
| Charles Baillee                                                      | 100m vrije slag (m)   | 21e       | serie 1: 4de in 1.08,2                                                        |
| Albert Dickin                                                        | 100m vrije slag (m)   | 16e       | serie 2: 5de in 1.06,0                                                        |
| Alfred Pycock                                                        | 100m vrije slag (m)   | 8e        | serie 5: 2de in 1.05,2 halve finale 2: 4de in 1.05,0                          |
| Harold Annison                                                       | 400m vrije slag (m)   | 8e        | serie 5: 2de in 5.32,6 halve finale 2: 4de in 5.39,4                          |
| Jack Hatfield                                                        | 400m vrije slag (m)   | 5e        | serie 1: 2de in 5.32,6 halve finale 2: 3de in 5.30,4 finale: 5de in 5.32,0    |
| Edward Peter                                                         | 400m vrije slag (m)   | 12e       | serie 3: 3de in 5.38,6                                                        |
| Harold Annison                                                       | 1500m vrije slag (m)  | 9e        | serie 1: 1ste in 22.38,4 halve finale 2: 4de in 23.11,8                       |
| Jack Hatfield                                                        | 1500m vrije slag (m)  | 4e        | serie 3: 2de in 22.26,8 halve finale 1: 3de in 21.53,4 finale: 4de in 21.55,6 |
| John Taylor                                                          | 1500m vrije slag (m)  | 10e       | serie 2: 2de in 23.16,6 halve finale 1: 6de in 23.13,8                        |
| John McDowall                                                        | 100m rugslag (m)      | 7e        | serie 2: 2de in 1.21,8 halve finale 1: 5de in 1.22,0                          |
| Austin Rawlinson                                                     | 100m rugslag (m)      | 5e        | serie 4: 1ste in 1.18,8 halve finale 2: 2de in 1.19,2 finale: 5de in 1.20,0   |
| James Worthington                                                    | 100m rugslag (m)      | 9e        | serie 1: 3de in 1.23,2 halve finale 2: 4de in 1.24,2                          |
| Reginald Flint                                                       | 200m schoolslag (m)   | 8e        | serie 4: 1ste in 3.05,2 halve finale 1: 5de in 3.06,8                         |
| Edward Maw                                                           | 200m schoolslag (m)   | 9e        | serie 2: 2de in 3.07,0 halve finale 2: 4de in 3.07,0                          |
| William Stoney                                                       | 200m schoolslag (m)   | 17e       | serie 1: 5de in 3.10,3                                                        |
| Harold Annison Albert Dickin Edward Peter Leslie Savage John Thomson | 4x200m vrije slag (m) | 5e        | serie 4: 2de in 10.52,6 halve finale 1: 2de in 10.31,2 finale: 5de in 10.29,4 |
|                                                                      |                       |           |                                                                               |
| Florence Barker                                                      | 100m vrije slag (v)   | 7e        | serie 2: 2de in 1.20,8 halve finale 1: 5de in 1.21,4                          |
| Constance Jeans                                                      | 100m vrije slag (v)   | 4e        | serie 4: 1ste in 1.16,0 halve finale 2: 2de in 1.16,6 finale: 4de in 1.15,4   |
| Iris Tanner                                                          | 100m vrije slag (v)   | 5e        | serie 1: 2de in 1.22,4 halve finale 1: 3de in 1.18,6 finale: 5de in 1.20,8    |
| Constance Jeans                                                      | 400m vrije slag (v)   | 7e        | serie 2: 2de in 6.34,6 halve finale 1: 4de in 6.37,8                          |
| Doris Molesworth                                                     | 400m vrije slag (v)   | 4e        | serie 1: 2de in 6.28,6 halve finale 1: 2de in 6.19,8 finale: 4de in 6.25,4    |
| Iris Tanner                                                          | 400m vrije slag (v)   | 6e        | serie 4: 2de in 6.35,4 halve finale 2: 3de in 6.34,0                          |
| Helen Boyle                                                          | 100m rugslag (v)      | 7e        | serie 2: 3de in 1.43,0                                                        |
| Phyllis Harding                                                      | 100m rugslag (v)      | Zilver    | serie 1: 2de in 1.29,4 finale: 2de in 1.27,4                                  |
| Ellen King                                                           | 100m rugslag (v)      | 6e        | serie 1: 4de in 1.38,2                                                        |
| Gladys Carson                                                        | 200m schoolslag (v)   | Brons     | serie 3: 1ste in 3.30,0 finale: 3de in 3.35,4                                 |
| Irene Gilbert                                                        | 200m schoolslag (v)   | 5e        | serie 1: 2de in 3.32,8 finale: 5de in 3.38,0                                  |
| Lucy Morton                                                          | 200m schoolslag (v)   | Goud      | serie 2: 1ste in 3.29,4 finale: 1ste in 3.33,2                                |
| Florence Barker Constance Jeans Grace McKenzie Vera Tanner           | 4x100m vrije slag (v) | Zilver    | 5.17,0                                                                        |

Argentinië · Australië · België · Brazilië · Brits-Indië · Bulgarije · Canada · Chili · Cuba · Denemarken · Ecuador · Egypte · Estland · Filipijnen · Finland · Frankrijk · Griekenland · Groot-Brittannië · Haïti · Hongarije · Ierland · Italië · Japan · Joegoslavië · Letland · Litouwen · Luxemburg · Mexico · Monaco · Nederland · Nieuw-Zeeland · Noorwegen · Oostenrijk · Polen · Portugal · Roemenië · Spanje · Tsjecho-Slowakije · Turkije · Uruguay · Verenigde Staten · Zuid-Afrika · Zweden · Zwitserland